# Ferdinand Porsche
Ferdinand Porsche, avstrijski avtomobilski inženir, * 3. september 1875, Mattersdorf, Češka, Avstro-Ogrska, † 30. januar 1951, Stuttgart, Nemčija.
Ferdinand Porsche se je rodil v avstro-ogrskem mestecu Mattersdorf (češko Vratislavice nad Nisou), danes Češka, nemškim staršem. Leta 1906 je Austro-Daimler zaposlil Porscheja kot svojega glavnega dizajnerja. Njegov najbolj znan avtomobil iz časa pri Austro-Daimlerju je Prinz-Heinrich-Fahrt iz leta 1910. Leta 1916 je napredoval do položaja direktorja družbe, dobil je tudi častni doktorat Dunajske tehnološke univerze Doktor Ingenieur Honoris Causa. Uspešen je bil tudi pri dizajniranju dirkalnikov, saj je njegov dirkalnik iz leta 1922 zmagal na 43-ih dirkah od 53-ih. Leta 1923 je Porsche zaradi razhajanj glede prihodnosti družbe odstopil. 
Nekaj mesecev kasneje je postal novi tehnični direktor nemškega podjetja Daimler-Motoren-Gesellschaft. Njegov dirkalnik Mercedes-Benz SSK je dominiral na dirkah za Veliko nagrado v dvajsetih letih. Podjetje se je z Benz & Cie. združilo v Daimler-Benz, njihova vozila pa so dobila ime Mercedes-Benz. Ker njegov koncept lahkega Mercedes-Benza ni bil sprejet je zapustil podjetje in se leta 1929 zaposlil v družbi Steyr Automobile, toda zaradi velike gospodarske krize je ostal nezaposlen. 
Leta 1931 je ustanovil svoje podjetje Dr. Ing. h.c. F. Porsche GmbH, Konstruktionen und Beratungen für Motoren und Fahrzeugbau v Stuttgartu. V podjetje je privabil nekatere inženirje, ki jih je spoznal v času dela, med drugimi so se njegovemu podjetju pridružili Karl Rabe, Erwin Komenda, Franz Xaver Reimspiess, in njegov sin Ferry Porsche. 
Junija 1934 je prejel Porsche od Adolfa Hitlerja naročilo za dobavo treh prototipov hrošča, izdelovati so jih začeli leta 1936. Porsche je bil s subvencijo nacistične oblasti tudi glavni dizajner dirkalnikov Auto Union Typ A, Typ B, Typ C in Typ D.